# Wireless application protocol

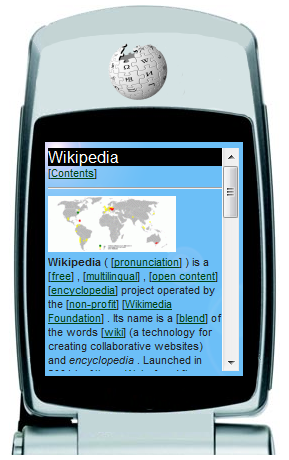
Een WAP naar de Engelse Wikipedia

Wireless application protocol (meestal afgekort tot WAP) is een methode om web-diensten via de mobiele telefoon aan te bieden. Tegenwoordig gebeurt dit meestal via een pakketgeschakeld netwerk zoals GPRS (general packet radio service).
De eerste dienst met gebruikmaking van WAP in Nederland werd in 1999 beschikbaar gesteld in de vorm van M-Info van KPN. Het eerste toestel dat voor deze dienst toen beschikbaar was, was de Nokia 7110. Er werd gebruikgemaakt van een standaard 9.6 Kib/s gsm-circuitgeschakelde dataverbinding. Deze snelheid komt neer op zo'n 1000 tekens per seconde. Omdat mobiele telefoons slechts beschikten over zeer beperkte mogelijkheden (snelheid, geheugen, beeldscherm) is de paginabeschrijvingstaal WML (Wireless Markup Language) ontwikkeld als vervanger voor HTML waarin normale webpagina's worden beschreven.
WAP was aanvankelijk niet populair doordat de diensten en mogelijkheden nog niet uitgebreid waren en de verbinding niet snel was. Met de introductie van het snellere GPRS (general packet radio service) en de diverse WAP-internetdiensten van onder andere KPN (M-Info) en later Vodafone (Vodafone Live!) en T-Mobile (T-zones) werd WAP meer geaccepteerd onder de gebruikers. Daarbij hoeven alleen de kilobytes en niet de minuten te worden betaald; bovendien daalden de prijzen van abonnementen waarbij je onbeperkt mobiel kunt internetten.
Inmiddels is de tweede versie van WAP (WAP 2.0) geïntroduceerd. Het grootste verschil met WAP 1.0 is dat webpagina's ook kunnen worden beschreven in het vereenvoudigde XHTML-dialect XHTML Mobile Profile. In vergelijking met WML biedt deze meer mogelijkheden voor visuele opmaak (kleuren, lettertypes, afbeeldingen) en bovendien is het makkelijker om bestaande (X)HTML-pagina's aan te passen.
Formeel slaat de term WAP op het protocol waarmee mobiele telefoons met het netwerk communiceren, iets waarvan alleen netwerkaanbieders en fabrikanten van telefoons de details hoeven te weten. Het aanbieden van content gaat via het HTTP-protocol en normale webservers, met als enige verschil dat de pagina's in WML of XHTML Mobile Profile zijn opgemaakt in plaats van HTML. In de praktijk wordt de term WAP voornamelijk gebruikt voor WML-pagina's.
Vanaf 2003 is in Nederland UMTS geïntroduceerd door verschillende operators. Met UMTS is een theoretische snelheid te behalen van 2 Mb/s. 